# Tomasz Solarewicz
Tomasz Solarewicz (ur. 1 stycznia 1966 we Wschowie, zm. 16 maja 2016 w Warszawie) – polski scenarzysta, aktor drugoplanowy. 

## Życiorys
Absolwent Wydziału Nauk Społecznych Uniwersytetu Wrocławskiego. W latach 1991–1993 studiował w Wyższym Studium Zawodowym Organizacji Produkcji Filmowej i Telewizyjnej PWSFTviT w Łodzi. W 1994 ukończył Zaoczne Wyższe Zawodowe Studium Scenariuszowe PWSFTviT w Łodzi. W marcu 2016 wydał razem z Henrykiem Gołębiewskim książkę "Zygzakiem przez życie", w której przeprowadził rozmowę ze słynnym aktorem-naturszczykiem o jego życiu

## Filmografia
- 2003-2005: Czego się boją faceci, czyli seks w mniejszym mieście, w charakterze scenarzysty
- 2003: Zostać miss 2, w charakterze scenarzysty
- 2003: Zostać miss 2, jako strażnik (gościnnie)
- 2002: Rób swoje, ryzyko jest twoje, w charakterze scenarzysty i jako więzień
- 2001: Zostać miss, w charakterze scenarzysty
- 2001: Zostać miss, jako ochroniarz
- 2000: Pucuś, w charakterze scenarzysty
- 2000: Pucuś, jako dresiarz (niewymieniony w czołówce)
- 1999-2000: Czułość i kłamstwa, w charakterze scenarzysty
- 1998: Gniew, w charakterze scenarzysty
- 1997: Zaklęta, w charakterze scenarzysty
- 1997: Złotopolscy, w charakterze scenarzysty
- 1997: Złotopolscy, jako Tomek, klient „Planety K” (gościnnie)
- 1996: Słodko gorzki, jako „Wampir” w klubie